# Centro Ester Pallavolo Naples
Le Centro Ester Naples est un club de volley-ball féminin basé à Naples (et qui a changé plusieurs fois de noms en raison de changements de sponsors principaux) qui évolue pour la saison 2010-2011 en série B1 (troisième niveau national).

## Palmarès
- Coupe de la CEV : 1999

## Joueuses majeures
- Erna Brinkman  Pays-Bas (réceptionneuse-attaquante, 1,87 m)
- Maurizia Cacciatori  Italie (passeuse, 1,78 m)
- Manuela Leggeri  Italie (centrale, 1,86 m)